# Durbachalm
Die Durbachalm war eine Alm in der Lasörlinggruppe in der Fraktion Moos der Gemeinde St. Veit in Defereggen.
Die Durbachalm lag am Westabhang der Melspitze im Talschluss des Durbachs. Das Almgebiet der Durbachalm dürfte dabei die gesamte Westflanke der Melspitze bis zum Brochitwald im Süden umfasst haben. Westlich des Durbachs lag das Almgebiet der Ausserecker Wiesen, südöstlich und östlich die Mellitzalm und im Nordwesten die Kapaunalm. Die Almhütten der Durbachalm befanden sich dabei linksseitig bzw. östlich des Durbachs und verteilten sich auf zwei Gruppen. Die nördliche Hüttengruppe bestand Mitte des 19. Jahrhunderts aus acht Hütten, die teilweise geteilt oder Doppelhütten waren. An der Waldgrenze lagen zudem vier weitere Hütten, eine einzelne Hütte befand sich zwischen den Hüttengruppen. Mitte des 20. Jahrhunderts dürfte die Zahl der Hütten schon stark zurückgegangen sein, die nördliche Häusergruppe umfasste aber noch wenigstens vier Hütten. Heute existieren von der Durbachalm nur noch die Grundmauern einiger Hütten. 